# Stan Kroenke
Enos Stanley Kroenke (Columbia, 29 luglio 1947) è un imprenditore e dirigente sportivo statunitense.
Kroenke è un miliardario proprietario della Kroenke Sports & Entertainment, holding dell'Arsenal F.C. della Premier League e dell'Arsenal W.F.C. della WSL, dei Los Angeles Rams della NFL, dei Denver Nuggets della NBA, dei Colorado Avalanche della NHL, dei Colorado Rapids della Major League Soccer, dei Colorado Mammoth della National Lacrosse League, dei Los Angeles Gladiators della Overwatch League e dei Los Angeles Guerrillas della Call of Duty League.
I Nuggets e gli Avalanche sono detenuti a nome della moglie, Ann Walton Kroenke, per soddisfare il criterio della NFL che impedisce al proprietario di una squadra di avere franchigie in altri mercati. Ann è la figlia del co-fondatore di Walmart James "Bud" Walton. La fortuna di Kroenke aveva un valore stimato secondo Forbes di 10 miliardi di dollari nel 2020.
La compagnia di Kroenke è stata anche fonte di controversie. Nel 2016 trasferì i St. Louis Rams a Los Angeles. Nel 2021 Kroenke è stato coinvolto nel fallito tentativo di soppiantare il sistema calcistico europeo con una "Super Lega" che avrebbe incluso l'Arsenal e diverse altre squadre di rilievo.
Nei quattro maggiori sport professionistici nordamericani, le squadre di Kroenke hanno vinto cinque titoli sotto la sua proprietà (parziale o completa), con i Rams che hanno conquistato due Super Bowl, gli Avalanche due Stanley Cup e i Nuggets un campionato NBA. Inoltre i Rapids hanno conquistato una MLS Cup, oltre a due titoli nella National Lacross League Championship come proprietario dei Mammoth.

## Biografia
Kroenke è cresciuto a Mora, nel Missouri, una comunità con una popolazione di circa due dozzine di persone, dove suo padre possedeva la Mora Lumber Company. Il suo primo lavoro fu spazzare il pavimento nel cortile del legname di suo padre. All'età di 10 anni teneva i libri contabili dell'azienda. Alla Cole Camp (Missouri) High School, ha giocato a baseball e basket.

## Carriera

### Immobiliare
Dopo aver sposato nel 1974 Ann Walton, un'ereditiera Walmart, ha fondato il Gruppo Kroenke nel 1983, una società di sviluppo immobiliare che ha costruito centri commerciali e condomini. Ha sviluppato molte delle sue attività vicino ai negozi Walmart.
È anche presidente di THF Realty, una società indipendente di sviluppo immobiliare specializzata nello sviluppo suburbano. Ha fondato questa società a St. Louis, Missouri, nel 1991. Nel 2016, il portafoglio di THF è stato valutato a oltre 2 miliardi di dollari, inclusi oltre 100 progetti, principalmente nei centri commerciali al dettaglio.

## Vita privata
Durante una gita sugli sci ad Aspen, in Colorado, Kroenke incontrò la sua futura moglie, Ann Walton, un'ereditiera Walmart. Si sposarono nel 1974. Già ricco di immobili, divenne ancora più ricco quando lui e Ann ereditarono una partecipazione in Walmart alla morte nel 1995 di suo padre, James "Bud" Walton. A settembre 2015, quella partecipazione valeva $ 4,8 miliardi.
È di origine tedesca ed è cresciuto luterano. È popolarmente conosciuto come "Silent Stan" perché non rilascia quasi mai interviste alla stampa. Raramente interferisce nelle operazioni quotidiane delle sue squadre.
Durante la campagna presidenziale degli Stati Uniti del 2016, ha donato 100.000 dollari all'Hillary Victory Fund. Successivamente ha donato 1 milione di dollari al comitato inaugurale di Donald Trump.